# Behafarid Ghafarian
Behāfarid Ghafāriān (en persan : به‌آفرید غفاریان) est une actrice de cinéma et de théâtre iranienne née le 20 janvier 1994 à Téhéran. Son travail le plus connu est de jouer le protagoniste de Sophie & The Mad. Elle est également connue pour son travail sur scène, notamment pour avoir interprété «Leila Arash» dans «Fe’l» (Le Verbe), une pièce écrite et mise en scène par Mohammad Rezaee Raad.

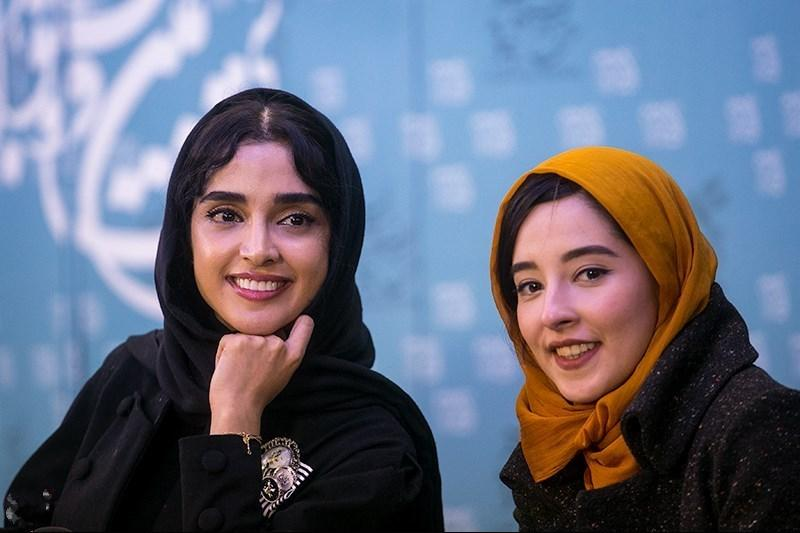
‌Behafarid Ghafarian et Elahe Hesari en Conférence de presse de Sophie et la bête à la tour Milad, 2017

## Filmographie
- 2017 : Sophie & The Mad [1]
- 2018 : Dressage [2]
- 2019 : Un homme sans ombre

## Théâtre
- 2013 : Le Verger de cerisiers
- 2015 : Le Lieutenant d'Inishmore[3]
- 2017 : Trois sœurs[4]
- 2018 : Le Verbe
- 220 : Souper du dimanche[pas clair]